# Tauzer–Nefta nemzetközi repülőtér
A Tauzer–Nefta nemzetközi repülőtér (francia nyelven: Aéroport International de Tozeur–Nefta, arabul: مطار توزر نفطة الدولي) (IATA: TOE, ICAO: DTTZ) Tunézia egyik kisebb nemzetközi repülőtere Tauzer közelében. 

## Futópályák
A repülőtér futópályái: 

## Forgalom
Az utasforgalom az elmúlt években az alábbi módon változott:

## Légitársaságok és úticélok
2024-ben a Tauzer–Nefta nemzetközi repülőtérről az alábbi járatok indulnak (Utoljára frissítve: 2024-11-2):
| Légitársaság     | Célállomások |
| ---------------- | ------------ |
| Transavia        | Párizs–Orly  |
| Tunisair Express | Tunis        |